# Tunxi
Tunxi (chiń. upr. 屯溪区; chiń. trad. 屯溪區; pinyin Túnxī Qū) – dzielnica miasta Huangshan w prowincji Anhui we wschodnich Chińskiej Republice Ludowej. Liczba mieszkańców dzielnicy, w 2018 roku, wynosiła około 242000.